# La lluvia gris
«La lluvia gris» es el segundo sencillo del grupo español de rock Héroes del Silencio, perteneciente al EP homónimo Héroes del Silencio publicado en 1987. Se compiló dentro de dicho EP del que fue el corte n° 3. Asimismo, fue el corte n.º 5 en la versión del álbum El mar no cesa y el n.º 6 en su versión CD. La cara B del sencillo no contenía alguna canción adicional.

## Lista de canciones
1. «La lluvia gris»

## Créditos
- Juan Valdivia — guitarra-
- Enrique Bunbury — voz y guitarra acústica.
- Joaquín Cardiel — bajo eléctrico y coros.
- Pedro Andreu — batería.